# توماس ماكين طومسون ماكينان
توماس ماكين طومسون ماكينان (بالإنجليزية: Thomas McKean Thompson McKennan)‏ (و. 1794 – 1852 م) هو سياسي، ومحام من الولايات المتحدة الأمريكية ولد في نيو كاسل.
وهو عضو في مناهضة الماسونية، وحزب اليمين.

## حياته السياسية
كان نائب المدعي العام في ولاية بنسلفانيا بين عام 1815-1816، وكان عضواً في المجلس البلدي في واشنطن (ولاية بنسلفانيا) بين عام 1818-1830، وانتُخب عضواً في المؤتمر الثاني والعشرين في عام 1830م. خدم في مجلس النواب بين عام 1831-1839 حيث قدم التعرفة للحماية الجمركية على رأس أولوياته. استقال في عام 1838. لكن خدم مرة أخرى بين عام 1842-1843 كـيميني ومناهض للماسونية لاستكمال مدة جوزيف لورانس. (وكان من المقرر أن تجري الانتخابات الخاصة في تاريخ 20 مايو، 1842). كان رئيس لجنة الطرق والقنوات في المؤتمر السابع والعشرين. عندما أصبح ميلارد فيلمور رئيساً للولايات المتحدة، عُرض على ماكينان منصب وزير الداخلية (United States Secretary of the Interior) لكنه كان متردداً في قبوله، ووافق بعد ضغوط من أصدقائه ومساعديه.